# Хойин-иргэн
Хойин-иргэн (монг. ойн иргэн) — группа монголоязычных племён, обитавших на севере Монгольской империи, в стране Баргуджин-Токум. Термин также распространялся на тунгусо-маньчжурские и тюркские племена региона.

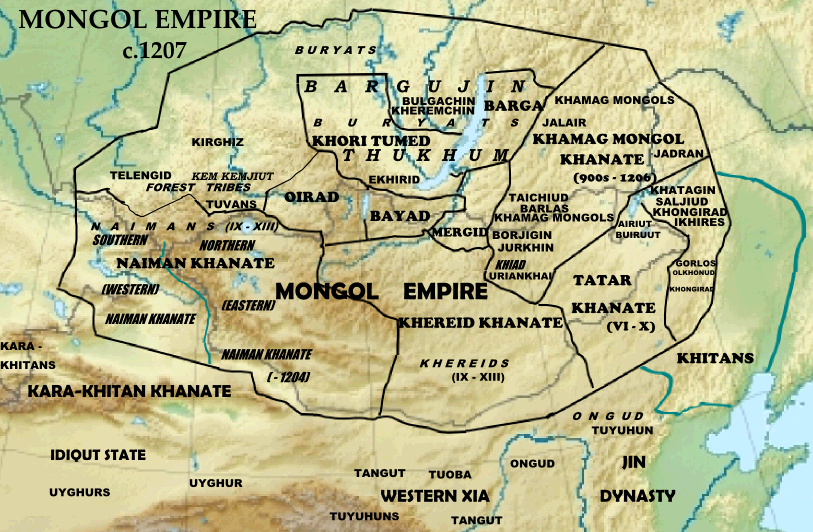
Монгольская империя. 1207 г.

## Этноним
В переводе с монгольского языка «хойин-иргэн», «ойн иргэн» означает «лесное племя», «лесной народ». В китайских источниках были известны как «дикие татары».

## История
В XII в., после того как татары на некоторое время захватили политическую гегемонию в степях, татарами стали называть все степное население от китайской стены до сибирской тайги. Население Баргуджин-Токума в китайских источниках было известно как «дикие татары».
В состав диких татар входили южносибирские племена охотников и рыболовов. Они не знали ханской власти и управлялись старейшинами. К числу «диких татар», т. е. охотников и рыболовов, относились древние урянхаи, уги (мохэ), а также другие многочисленные и разрозненные лесные племена.

### Баргуджин-Токум
Описание Баргуджин-Токума и племени мекрин (бекрин) имеются у Марко Поло: «На север от Каракорона [Каракорума] и от Алтая, от того места, где, как я рассказывал, хоронят татарских царей, есть равнина Бангу [Баргу], тянется она на сорок дней. Народ тамошний дикий и зовется мекри, занимаются скотоводством, много у них оленей; на оленях, скажу вам, они ездят. Нравы их и обычаи те же, что и у татар; они великого хана. Ни хлеба, ни вина у них нет. Летом у них есть дичь и они охотятся и на зверей, и на птиц; а зимою от великого холода там не живут ни зверь, ни птица».
У Рашид ад-Дина  также имеется описание земель Баргуджин-Токума. В «Сборнике летописей» написано, что холод в монгольских землях «бывает чрезмерным, а в особенности в той ее части, которую называют Баргуджин-Токум». «Так как в этих пределах случаются частые грозы, которые для жителей являются огромным бедствием, то последние это происшествие ставят в связь с каким-нибудь дурным явлением. Они также рассказывают, что по всяким поводам им являются джины и разговаривают [с ними]. В том владении ... безмерное количество шаманов [кам], — общеизвестно, что джины с ними разговаривают, — в частности, в той области, которая близка к границе отдаленнейшей обитаемости. Эту область называют Баргу, а также называют Баргуджин-Токум. Там шаманов больше всего».
В 1207 году, в год Зайца, Джучи, первый сын Чингисхана, подчинил лесные народы Баргуджин-Токума Монгольской империи. Джучи в походе сопровождал Буха. Первым покорность Джучи выразил Худуха-беки, правитель ойратов. В «Сокровенном сказании монголов» в числе Хойин-иргэн (Лесных народов), которые подчинились Джучи, упоминаются следующие племена: ойрат, бурят, бархун (баргут), урсут, хабханас, ханхас, тубас, киргиз, шибир, кесдиин, баит, тухас, тенлек, тоелес, тас и бачжиги.
Наиболее сильное сопротивление захватчикам оказали хори-туматы, в походе на которых был убит Борохул, один из военачальников Чингисхана. Кроме этого в плен были захвачены Хорчи-нойон, сподвижник Чингисхана из рода баарин, и Худуха-беки. Покорение хори-туматов в дальнейшем завершит Дорбо-Докшин, военачальник из рода дурбэн.

## Родоплеменной состав
- Баргуты, хори-туматы, туласы — близкородственные племена. Область Баргуджин-Токум, в которой были расселены баргуты, хори и туласы, располагалась севернее Селенги, по соседству с рекой Ангарой. Туматы были дисперсно расселены в Баргуджин-Токуме, т. е. в Прибайкалье, а также, вероятно, в районе Восточного Саяна[7]. В туласах, которые ответвились от баргутов, ряд исследователей видит олётов и сэгэнутов[8][9].
- Баяуты — одно из племён дарлекинов. В составе баяутов выделялись ветви джадай и кэхэрин. Были расселены в районах северных истоков реки Селенги и по реке Джида[7]. В переводе И. Н. Березина баяуты упоминаются под именем байлук[10].
- Бекрины (мекрины, мекриты). Упоминаются у Марко Поло как одно из племён Баргуджин-Токума (племя мекри)[4]. А. Г. Юрченко писал, что мекриты — большое племя, занимавшее земли юго-восточнее Байкала, и что францисканцы разграничивают мекритов и меркитов не только терминологически, но и территориально[11]. При этом, согласно Рашид ад-Дину, племя бекрин жило в горной стране по соседству с уйгурами. По Б. З. Нанзатову, бекрины проживали в районе Тянь-Шаня, неподалеку от Монгольского Алтая[12].
- Булагачины, кэрэмучины. Проживали на территориях западного Прибайкалья и Баргуджин-Токума[7]. Булагачины представляют собой предков булагатов, кэрэмучины — эхиритского рода хэрмэшин[13]. Г. В. Ксенофонтов писал, что можно считать бесспорно установленным, что под этими двумя племенами подразумевались именно предки современных эхирит-булагатов, составляющих и теперь большинство коренного населения Приангарья[14].
- Буряты. Упоминаются «Сокровенном сказании монголов» в числе лесных народов, покорённых Джучи. Как полагают исследователи, под этим именем ранее были известны булагаты. В «Сборнике летописей» булагаты упоминаются под именем булагачин[15][16]. Этноним «бурят» в дальнейшем стал общим именем для монголоязычных групп населения Прибайкалья[13].
- Дурбэны, хатагины, салджиуты — племена нирунов. Проживали по берегам юго-западных притоков реки Ангары Иркут, Китой, Белая. Потомки данных племён по сей день проживают в составе китойских бурят[7].
- Киргизы (енисейские кыргызы). Племена киргизов упоминаются как соседствующие с областью Кэм-Кэмджиут и её народом, а также как соседи туматов[7]. Хиргисы известны в составе кудинских[17] и закаменских бурят (хан-хиргис)[18], а также в составе мянгатов (хар хиргис, шар хиргис, модон хиргис)[19] и дархатов[19].
- Курканы. Этноним восходит к имени курыканов[7]. В «Сборнике летописей» Рашид ад-Дином куркан упоминаются в числе «народностей, которых в настоящее время называют монголами»[20]. Кроме куркан также упоминаются куркин в составе племени джалаиров. Потомками данных племён и носителями древнего этнонима являются современные бурятские хурхад (один из булагатских родов)[21], урянхайские хорхон[22] и даурские куркан[23].
- Кэм-кэмджиуты. Проживали в северо-западных районах Монголии, в верховьях Енисея и Оби. В названии племени кэм-кэмджиуты имеется указание на его местообитание — кем (или кэм), слово, которым обозначались верховья реки Енисея и которое сохранилось в современном названии притока Енисея — Кемчик[24]. Исследователи считают возможным отождествление кэм-кэмджиутов со средневековым татарским родом камаши (камачи)[25], а также с современным родом комджук (комджюк) в составе шира-югуров[26].
- Мангуты, уруты — близкородственные племена. В составе мангутов упоминаются ветви: оймангут (лесные мангуты), усуту мангут (речные мангуты)[27]. Усуту-мангуны проживали по реке Ангаре[7]. Одно из основных поколений примкнувшего к хонгодорам рода тэртэ в составе закаменских бурят носит имя мангадай. В данном названии, согласно Б. З. Нанзатову, прослеживается связь с этнонимом «мангуд»[28]. С этнонимом мангут также связаны современные бурятские фамилии Мангутов, Мангатаев, Мангадханов[27]. Уруты, ближайшие родичи мангутов, также были расселены поблизости с Баргуджин-Токумом[7].
- Меркиты. Меркиты делились на три ветви: увас (хоас), хаат и удуит[6]. Удуит-меркиты были наиболее многочисленны и делились на следующие подразделения: уйкур, мудан, тудаклин и джиюн. Проживали в районе рек Уда[7], Хилок, Селенга[6]. Ряд исследователей считает, что потомками меркитов является хори-бурятский род хуасай (ухасай)[29].
- Ойраты. Проживали в Восьмиречье, в области истоков реки Кэм — современного Енисея, в районе современной Тувы и Северной Монголии в районах озера Хубсугул. Потомками ойратов Баргуджин-Токума являются сэгэнуты[29], икинаты и ряд других бурятских родов[13].
- Сакаиты. Входили в состав кереитского племенного объединения[10]. Данных, связанных с расселением, не имеется. Однако, возможна связь с этнонимом саха, который принадлежит современным якутам. Возможно, часть носителей этого этнонима высоко поднялась по реке Лене и оказалась в пределах или по соседству с Баргуджин-Токумом[7]. Г. В. Ксенофонтов отрицал связь саха с сахаэт, считая последних чисто монгольским племенем. Ряд исследователей потомками сакаитов считает калмыцкий род соха/сохад[30].
- Сулдусы. Проживали в районе Восточного Саяна — Прихубсугулья, а также в районе удаленных притоков реки Селенги[7].
- Тайджиуты. Часть тайджиутов была расселена по реке Селенге и по соседству с областью Кэм-Кэмджиут. В настоящее время род тайшууд известен в составе китойских[17], кудинских (в составе бурят, живущих на реке Голоустной)[7] и других этнических групп бурят.
- Татары. Часть татар проживала по соседству с племенами дурбэн (дорбен), хатагин, салджиут в низовьях правых притоков Анкары в районе рек Иркут, Китой, Белая, Унга[7]. Часть татар была носителями родовых имён хойин[25] и дорбен-татар[6]. С приангарскими татарами принято отождествлять термины «водяные татары» и алакчины. В свою очередь, с водяными татарами связано упоминание татарского города Алакчин[31], который располагался в истоках Ангары либо в районе восточного побережья озера Байкал[32]. Потомками приангарских татар, согласно Б. З. Нанзатову, являются бурятские роды тэртэ, шошолок и саган, один из хонгодорских родов[7].
- Урасуты, теленгуты, куштеми. По Рашид ад-Дину, эти племена подобны монголам[25]. Предположительно, проживали на Алтае. Известно, что уруснутами называли бурятское племя хонгодоров, ныне расселённых в Присаянье[33]. В составе джалаиров также упоминаются тулангит[25]. Современными носителями этнонима теленгут являются калмыцкие теленгут[34], бурятские тэлэгун, долонгут[13], монгольские тэлэнгэд[35], долонгууд[36], казахские толенгит. Названия куштеми и кесдиин отождествляют с термином кыштым, собирательным названием мелких сибирских племен, находившихся в даннической зависимости от более сильных соседей[37].
- Урянкаты. Лесные урянкаты (хойин-урянка) не имели родственных связей с урянкатами из дарлекинов. Лесные урянкаты, проживали в районе Присаянья-Прихубсугулья, предположительно, на Окинском плато и в Дархатской котловине. Возможно, часть урянкатов была расселена в еще более близких к Баргуджин-Токуму местах, таких как долина Иркута, верховья Джиды. Потомки лесных урянкатов[7] и урянкатов-дарлекинов (в том числе потомки Джэлмэ)[38] в дальнейшем вошли в состав многих этнических групп бурят[39].

### Нир-хойин
Потомки старшего брата Есугея, Некун-тайджи, были известны как нир-хойин (нирун-хойин) — хойин-иргэн. Во времена Чингисхана они поддержали тайджиутов и проживали в лесных районах. Согласно «Сборнику летописей», «каждое племя, юрт которого находился вблизи лесов, причислялось к «лесным племенам», но так как леса в каждой области были далеки друг от друга, то их племена, роды и ветви рода не имели отношения друг к другу. И хотя всех их вместе называли «лесное племя» по лесистой местности, [где они жили, однако] у них было установлено, к какому племени принадлежит каждое из них».

## Этноним в настоящее время
Этноним «хойин-иргэн» в настоящее время сохранился в форме родовых имён, носители которых традиционно проживают на территории северных аймаков Монголии. В составе дархатов имеется род ойнод (оймод, оймууд). В современной Монголии проживают носители следующих родовых фамилий:
- Ой — в аймаке Архангай[42];
- Оймод — в Улан-Баторе и аймаках Хувсгел, Дархан-Уул, Булган и др.[40];
- Оймууд — в Улан-Баторе и аймаках Сухэ-Батор, Хувсгел, Дархан-Уул, Дорнод, Орхон и др.[41];
- Ойн — в Улан-Баторе и аймаках Дорнод, Орхон[43];
- Ойн Иргэд — в аймаках Хувсгел, Дорнод[44];
- Ойн Иргэн — в Улан-Баторе[45].